# NGC 1726
NGC 1726 je galaksija u zviježđu Eridanu.

## Vanjske poveznice
- SEDS: NGC 1726